# Free Library of Philadelphia
La Free Library of Philadelphia è il sistema bibliotecario pubblico che serve la città di Filadelfia, in Pennsylvania. È il 16º sistema bibliotecario pubblico più grande degli Stati Uniti. La Free Library of Philadelphia è un'istituzione non municipale della Città di Filadelfia, governata da un Consiglio di Amministrazione indipendente, come previsto dallo Statuto della Città di Filadelfia. La Free Library of Philadelphia Foundation è una fondazione separata 501(c)(3) senza scopo di lucro con un proprio consiglio di amministrazione e serve a sostenere la missione della Free Library of Philadelphia attraverso fondi filantropici.

## Storia

### Fondazione
La Free Library di Philadelphia fu fondata nel 1891 come "una biblioteca generale che sarà gratuita per tutti", grazie agli sforzi guidati dal Dr. William Pepper, che ottenne un finanziamento iniziale attraverso un lascito di 225.000 dollari da parte del suo ricco zio, George S. Pepper. Tuttavia diverse biblioteche reclamarono il lascito, e solo dopo che i tribunali decisero che il denaro era destinato alla fondazione di una nuova biblioteca pubblica, la Free Library aprì finalmente nel marzo del 1894. La sua prima sede era costituita da tre stanze anguste nel Municipio di Filadelfia. L'11 febbraio 1895 la biblioteca fu trasferita nella vecchia Concert Hall al 1217-1221 di Chestnut Street. 
I funzionari della biblioteca criticarono la loro nuova sede come “un edificio del tutto inadeguato, dove il lavoro viene svolto in locali insicuri, antigienici e sovraffollati, provvisori e di fortuna”. Il 1º dicembre 1910 la Biblioteca fu nuovamente trasferita all'angolo nord-est tra la 13a e Locust Street. Oggi il sistema della Free Library of Philadelphia, che comprende 54 sedi di biblioteche di quartiere e la Rosenbach Museum & Library, promuove l'alfabetizzazione, guida l'apprendimento e ispira la curiosità con milioni di materiali digitali e fisici, 28.000 programmi ed eventi annuali, computer e Wi-Fi pubblici gratuiti e ricche collezioni speciali. Con oltre 6 milioni di visite di persona e altri milioni online all'anno, la Free Library e la Rosenbach sono tra le istituzioni educative e culturali più utilizzate a Filadelfia e vantano un impatto di portata mondiale.

### Biblioteca Centrale di Parkway

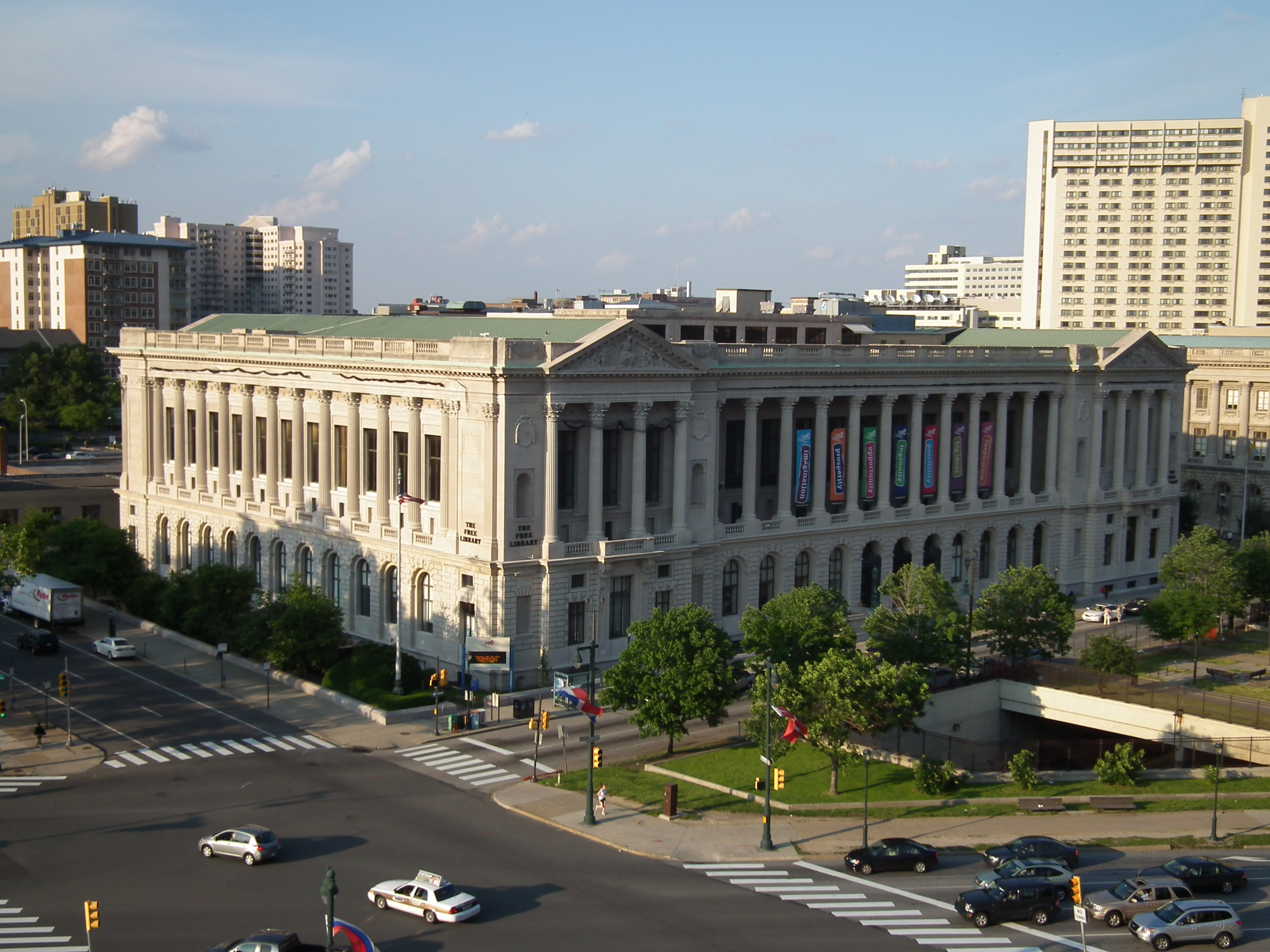
Biblioteca Centrale di Parkway

Il 2 giugno 1927 la Biblioteca Centrale di Parkway aprì i battenti nella sua sede attuale, al 1901 di Vine Street, su Logan Square. L'edificio era in fase di progettazione dal 1911; vari ostacoli, tra cui la prima guerra mondiale, fermarono i progressi. L'imponente edificio in stile Beaux-Arts fu progettato da Julian Abele, capo progettista dello studio dell'importante architetto di Filadelfia Horace Trumbauer, e aprì le sue porte per la prima volta nel 1927. Il suo design, quello dell'adiacente edificio del Philadelphia Family Court e la loro posizione su Logan Circle seguono da vicino quello dell'Hôtel de Crillon e dell'Hôtel de la Marine, sulla Place de la Concorde di Parigi.

### Missione
La missione della Free Library of Philadelphia è “far progredire l'alfabetizzazione, guidare l'apprendimento e ispirare la curiosità”.

## I servizi

### Programmi
La Free Library of Philadelphia ospita più di 25.000 eventi all'anno, tra cui workshop per la ricerca di lavoro, programmi per piccole imprese, gruppi di conversazione in inglese come seconda lingua e corsi di informatica. Molti di questi programmi e servizi sono finanziati in tutto o in parte dalla Free Library of Philadelphia Foundation, un'associazione senza scopo di lucro che esiste per integrare i fondi disponibili attraverso la Città di Filadelfia per le attività della Free Library of Philadelphia. Il Centro di Alfabetizzazione Culinaria della Biblioteca, inaugurato nella primavera del 2014 presso la Biblioteca Centrale di Parkway, offre corsi di cucina per bambini, ragazzi, famiglie e adulti, per insegnare le abilità di alfabetizzazione attraverso la cucina, ma anche la matematica, la chimica, la nutrizione e la salute. La Biblioteca ospita una rinomata Serie di Eventi d'Autore prodotta attraverso la sua Fondazione, che porta ogni anno più di 100 scrittori, politici, scienziati, ricercatori e musicisti. La Fondazione finanzia anche il programma One Book, One Philadelphia, che incoraggia tutti i cittadini di Filadelfia a leggere e discutere lo stesso libro, favorendo la comunità e la connessione, il programma di lettura estiva, che coinvolge circa 50.000 bambini delle scuole di Filadelfia ogni estate e il programma di Arricchimento dell'Alfabetizzazione Dopo Scuola (LEAP). Inoltre la Free Library celebra per mesi le pietre miliari della letteratura, dai compleanni di scrittori famosi come Charles Dickens e William Shakespeare agli anniversari di pubblicazione di titoli rivoluzionari come Orgoglio e pregiudizio e Le avventure di Alice nel Paese delle Meraviglie.
La Free Library Foundation gestisce anche READ by 4th, uno sforzo a livello cittadino di organizzazioni pubbliche e private che mira ad aumentare significativamente il numero di studenti di Filadelfia che entrano in quarta elementare a livello di lettura entro il 2020. La strategia approfondita di READ by 4th comprende il miglioramento dell'apprendimento precoce, l'offerta ai genitori di risorse per insegnare ai loro figli le abilità di lettura, l'incentivazione della lettura estiva e altre strategie per prevenire la perdita di apprendimento, la diminuzione dell'assenteismo affrontando problemi comportamentali e di salute e il miglioramento dell'insegnamento della lettura nelle scuole.

### Servizi digitali
L'offerta digitale della Free Library comprende quasi 300.000 e-book in streaming o scaricabili, 1.000 computer pubblici, oltre 1.700 podcast di eventi d'autore, 150 banche dati online, lezioni quotidiane di compiti e di alfabetizzazione informatica online, centri di formazione informatica comunitari Hot Spot e la Techmobile itinerante.

#### Iniziativa Hot Spot
Nel marzo 2011 la biblioteca ha lanciato i Free Library Hot Spots, collocando nuovi laboratori informatici e istruttori informatici nei centri comunitari esistenti nelle aree a basso reddito della città. L'iniziativa è stata finanziata dalla John S. and James L. Knight Foundation e dal Broadband Technology Opportunities Program. Ogni Hot Spot offre computer, accesso a Internet, stampanti e una piccola selezione di materiali della Free Library: questi si aggiungono ai 650 computer ad accesso pubblico e al Wi-Fi gratuito nelle 54 filiali della Free Library.
Nell'aprile 2012 la Free Library ha aggiunto la Techmobile, un Hot Spot su ruote, che porta il servizio nei quartieri di Filadelfia. La Techmobile dispone di sei computer portatili pubblici.

### Impatto
Secondo uno studio condotto dal Fels Institute of Government della Penn, nel 2017 quasi 25.000 persone hanno imparato a leggere o hanno insegnato a leggere a qualcun altro solo grazie alle risorse della Free Library. Inoltre quasi 1.000 persone hanno trovato un lavoro grazie alle opportunità di carriera offerte dalla Free Library e circa 8.600 imprenditori hanno potuto avviare, far crescere o migliorare le loro piccole imprese grazie ai programmi e alle risorse disponibili gratuitamente presso la Biblioteca.

## Collezioni speciali
Situate presso la Parkway Central Library, le Collezioni Speciali della Free Library abbracciano generi e generazioni, dalle antiche tavolette cuneiformi alle fotografie storiche di Filadelfia.
La Collezione di ricerca sulla letteratura per l'infanzia della Free Library of Philadelphia ospita una vasta collezione di letteratura per l'infanzia pubblicata dopo il 1836.
Il Dipartimento di libri rari ospita una delle collezioni di Charles Dickens più rinomate al mondo, con prime edizioni, lettere personali e il corvo di peluche di Dickens, Grip, oltre a vaste collezioni di manoscritti miniati, Americana, Beatrix Potter, primi libri per bambini, Edgar Allan Poe, arte popolare tedesca della Pennsylvania e altro ancora. La collezione comprende oltre 50 Libri d'Ore e numerose Bibbie, testi liturgici e salteri, tra cui il Salterio di Lewis (Lewis E M 185), un capolavoro della miniatura parigina del regno di San Luigi.
Le collezioni musicali della Free Library includono la Edwin A. Fleisher Collection of Orchestral Music, la più grande biblioteca di prestiti di insiemi per prestazioni orchestrali al mondo.
Inoltre il Rosenbach Museum & Library è una filiale della Free Library of Philadelphia Foundation.

## Biblioteche di quartiere

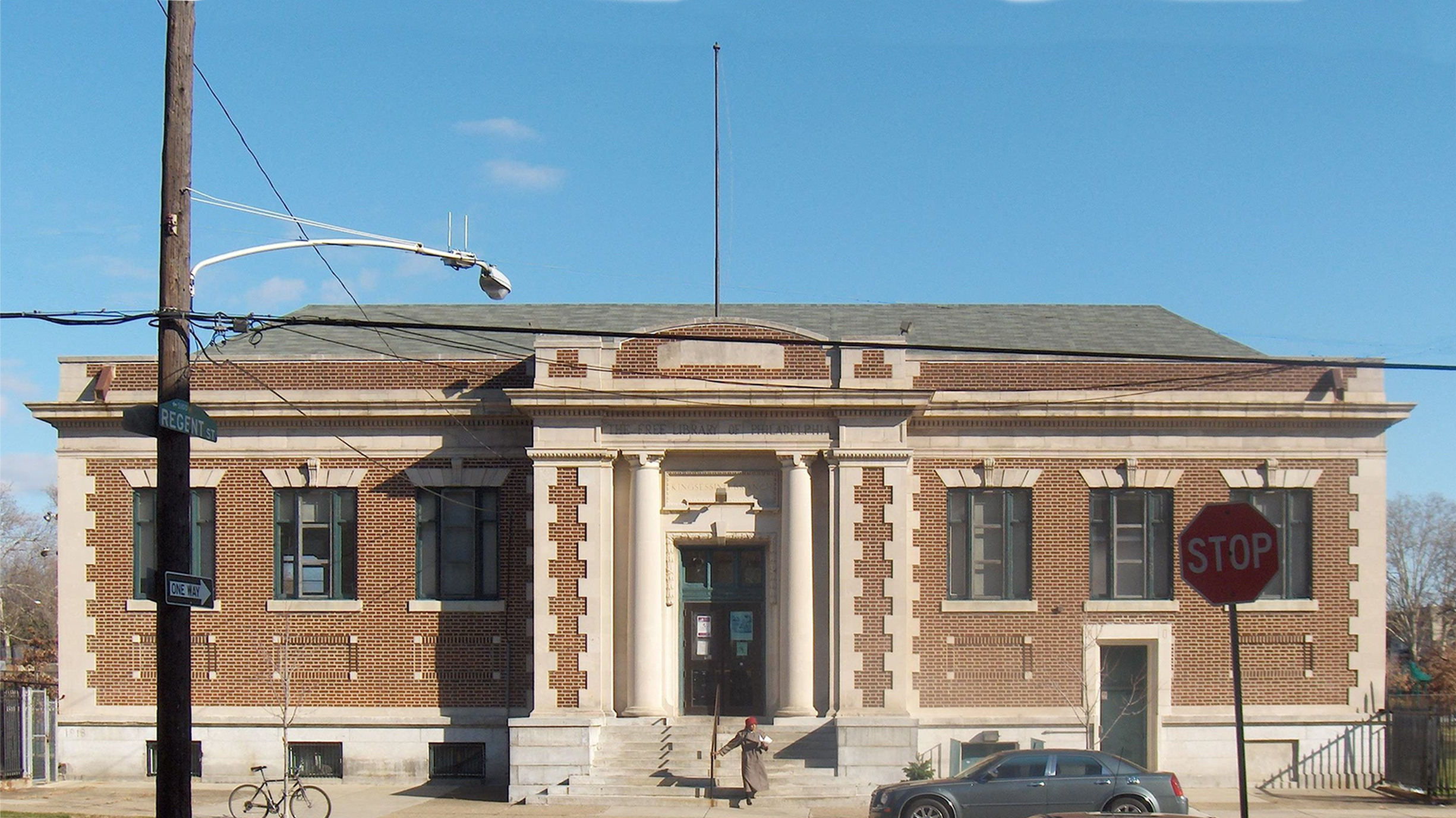
Biblioteca Kingsessing

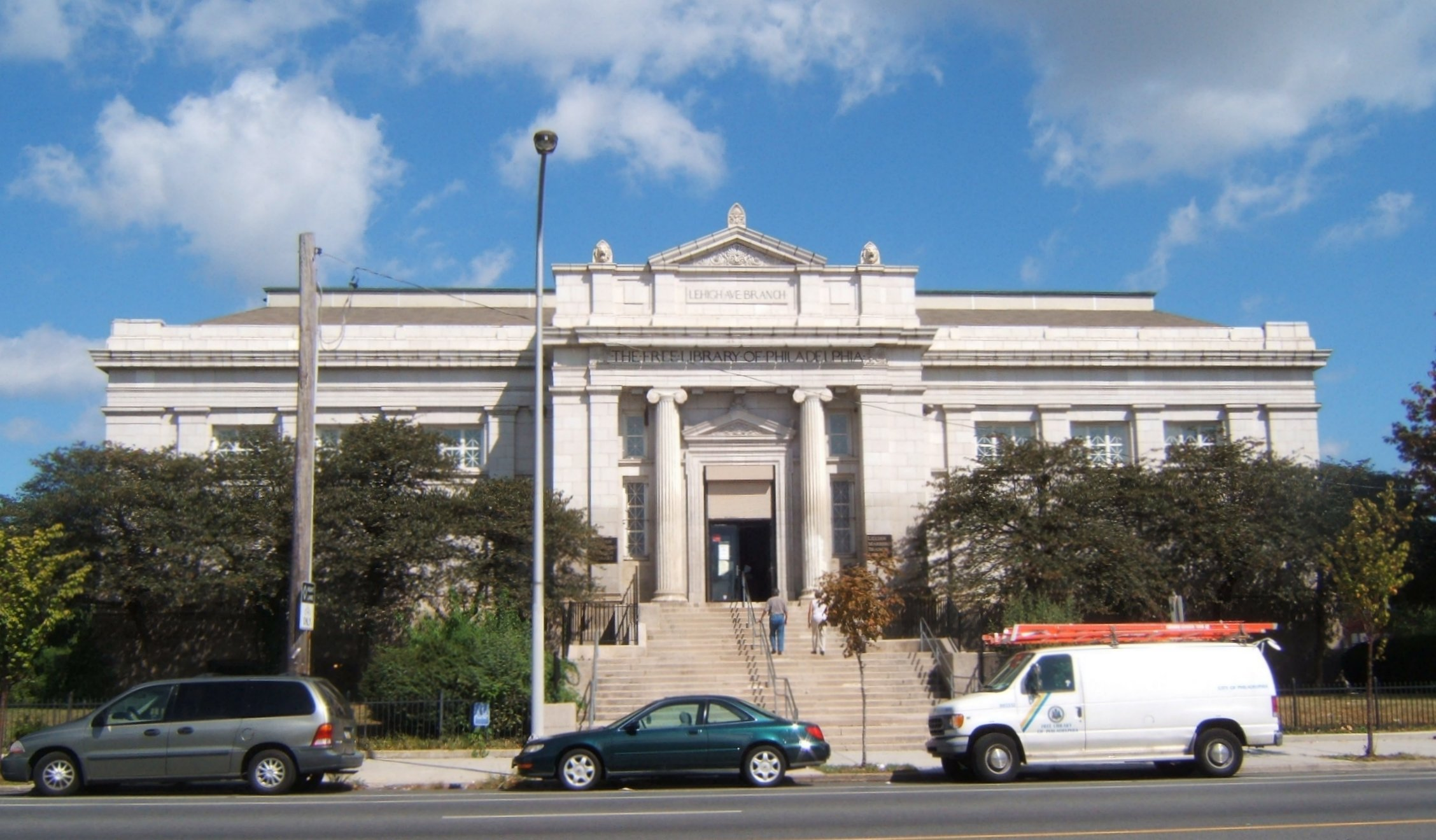
Biblioteca Lillian Marrero

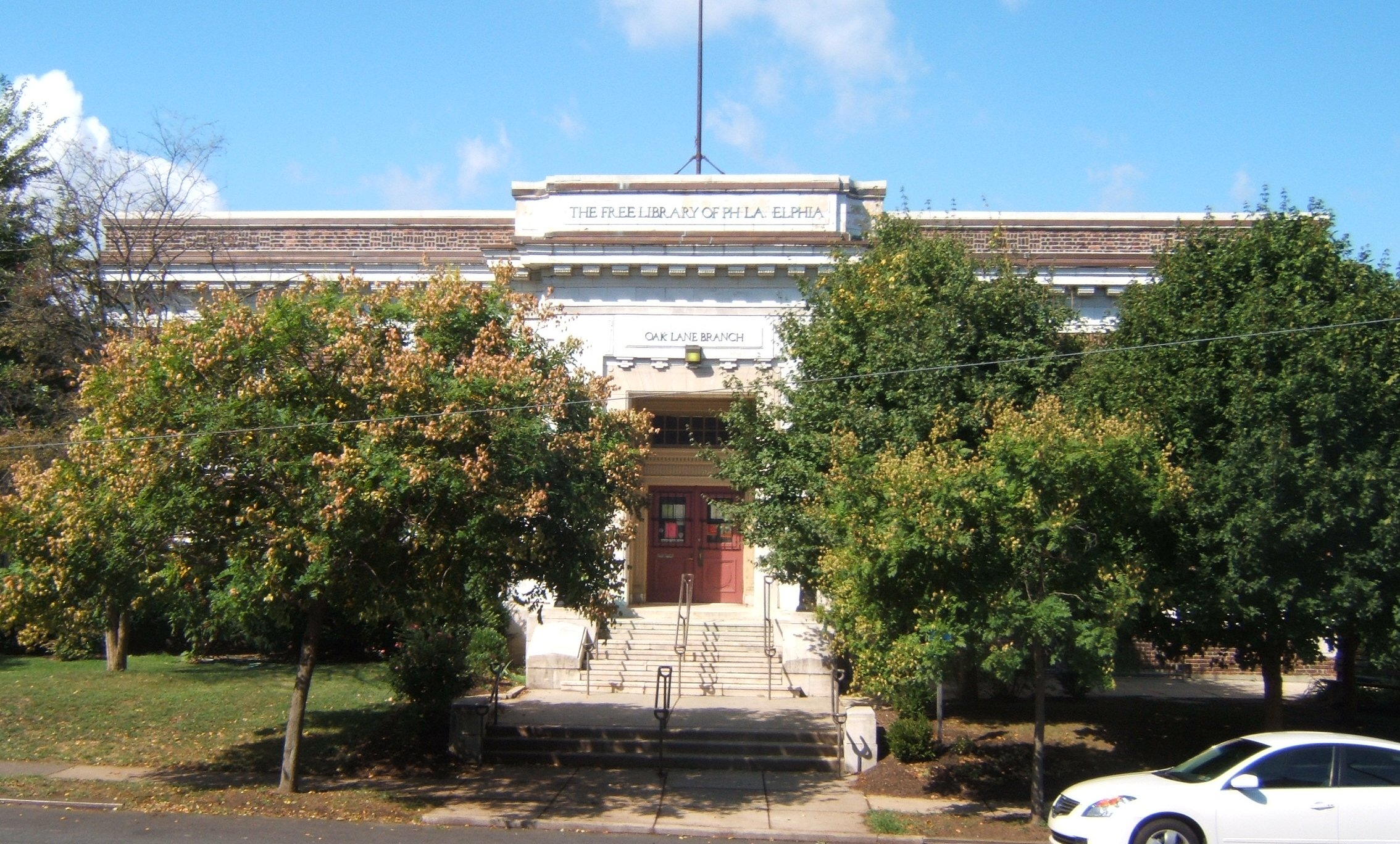
Biblioteca Oak Lane

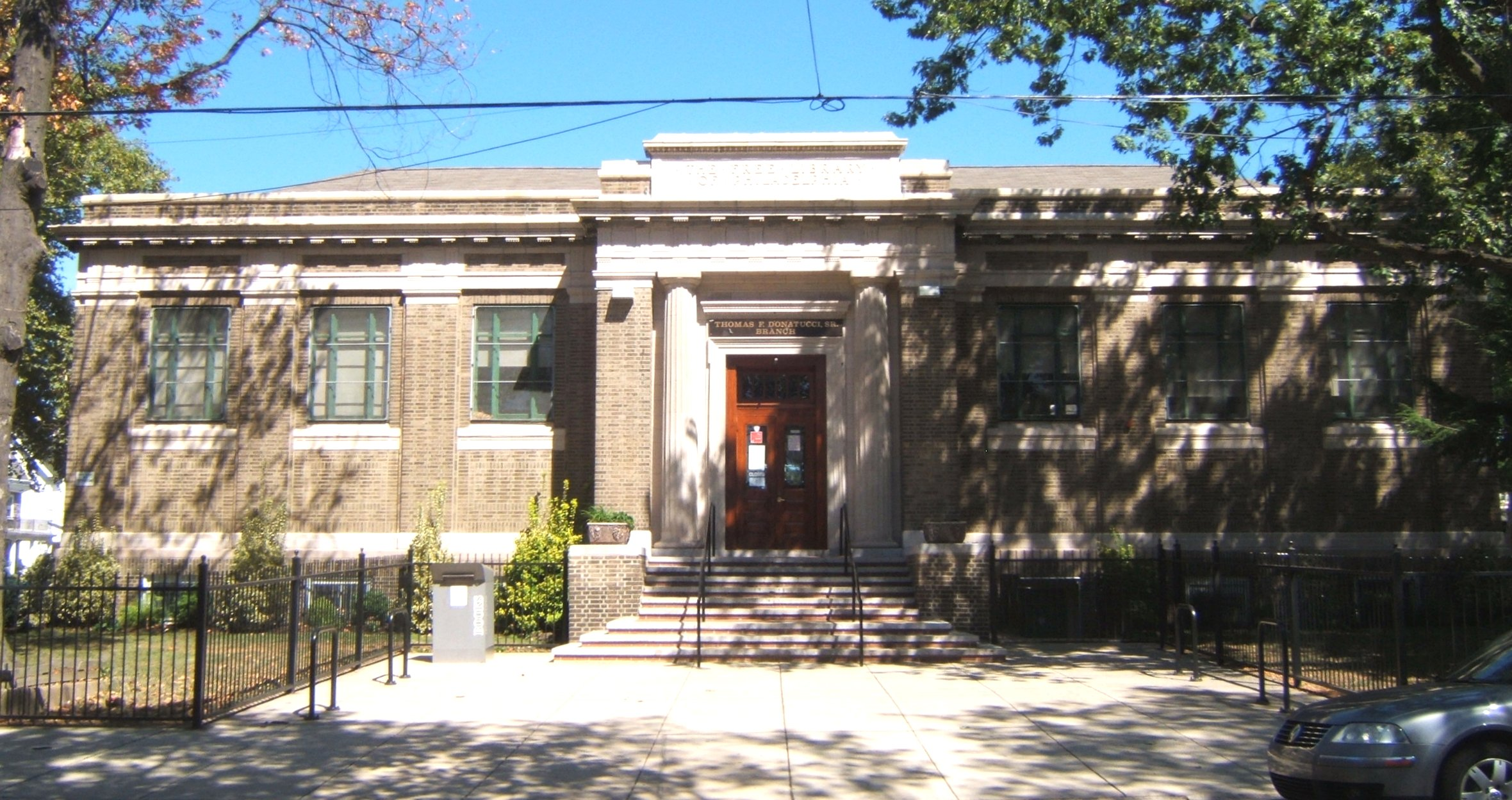
Biblioteca Thomas F. Donatucci Sr.

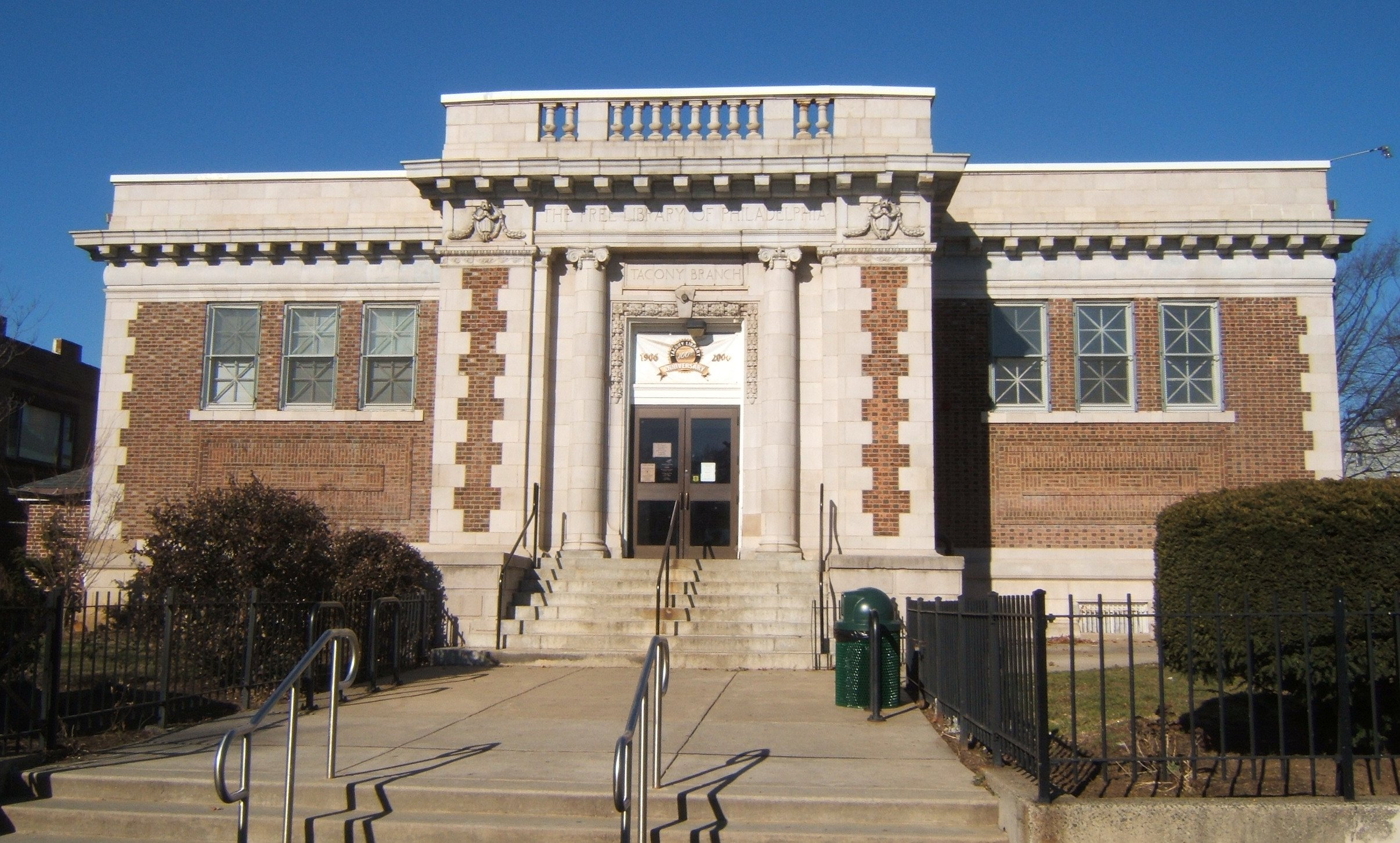
Biblioteca Tacony

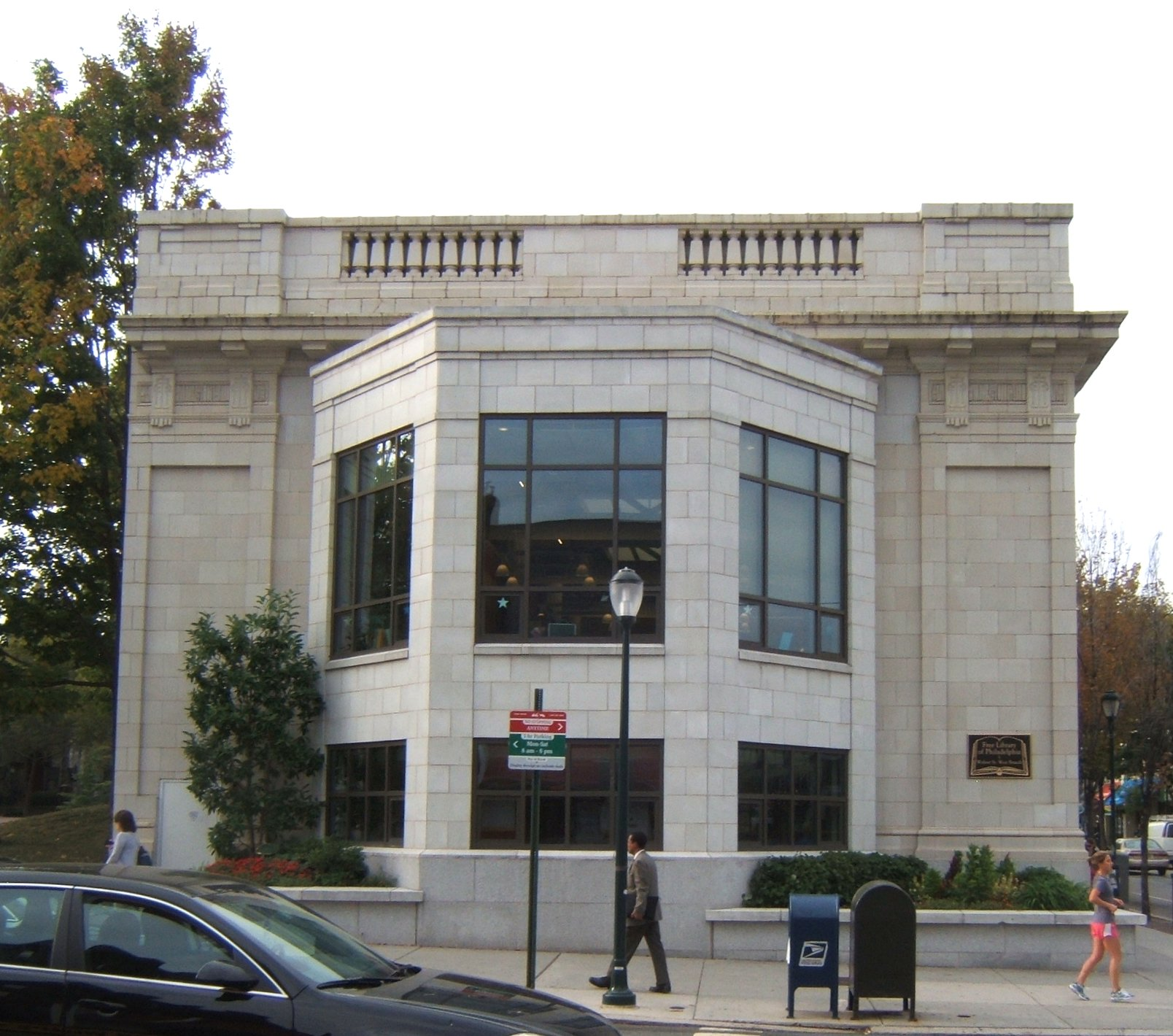
Biblioteca Walnut Street West

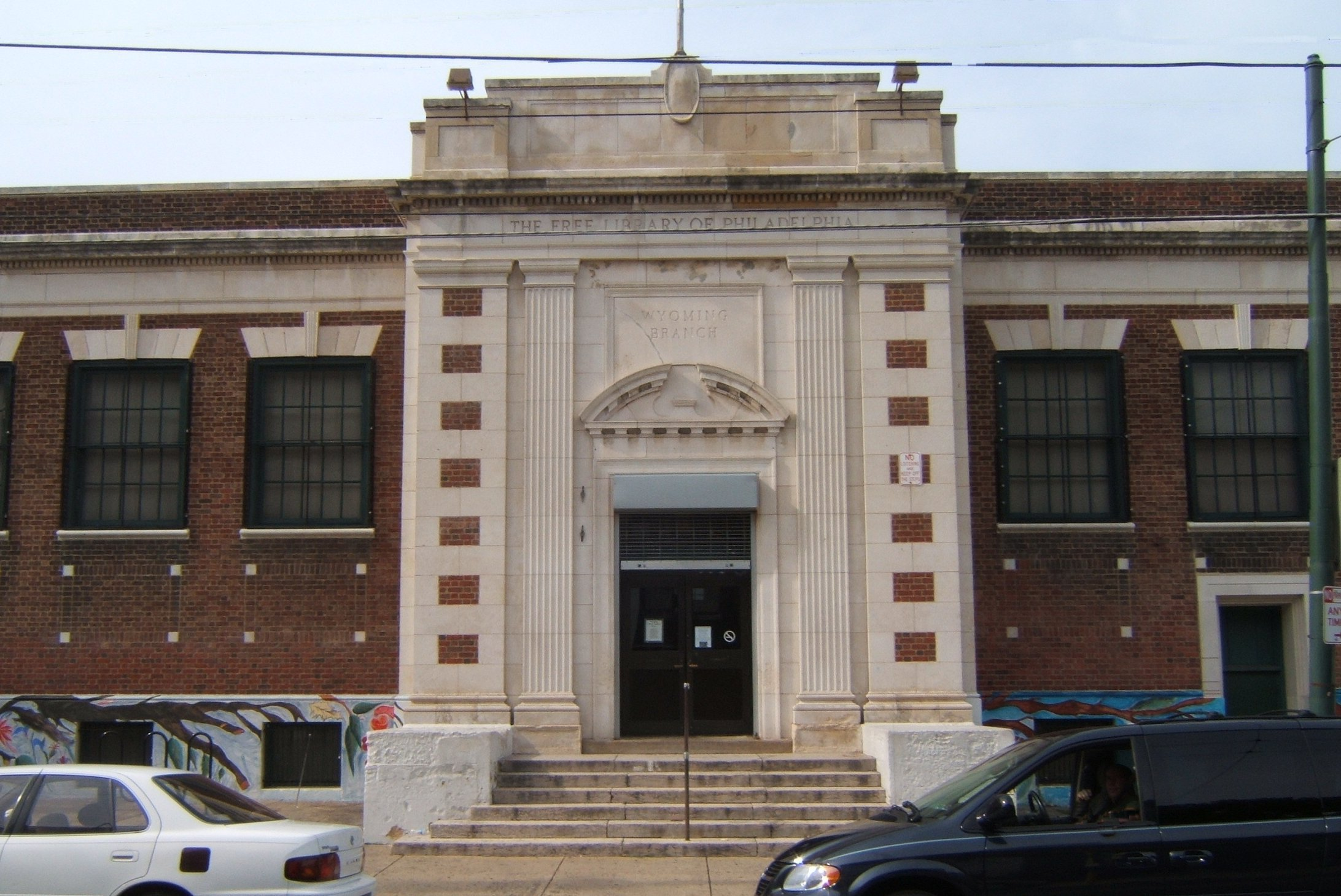
Biblioteca Wyoming

Oltre alla Biblioteca Centrale Parkway e alla Rosenbach nel centro di Filadelfia, il sistema gestisce 54 sedi di biblioteche di quartiere e regionali in tutta la città. Molte di queste sedi sono state finanziate da Andrew Carnegie, che ha donato 1,5 milioni di dollari alla biblioteca nel 1903. La Biblioteca Centrale di Parkway e le venti filiali esistenti finanziate da Carnegie sono state documentate dall'Historic American Buildings Survey nel 2007, come indicato nella colonna HABS della tabella sottostante.

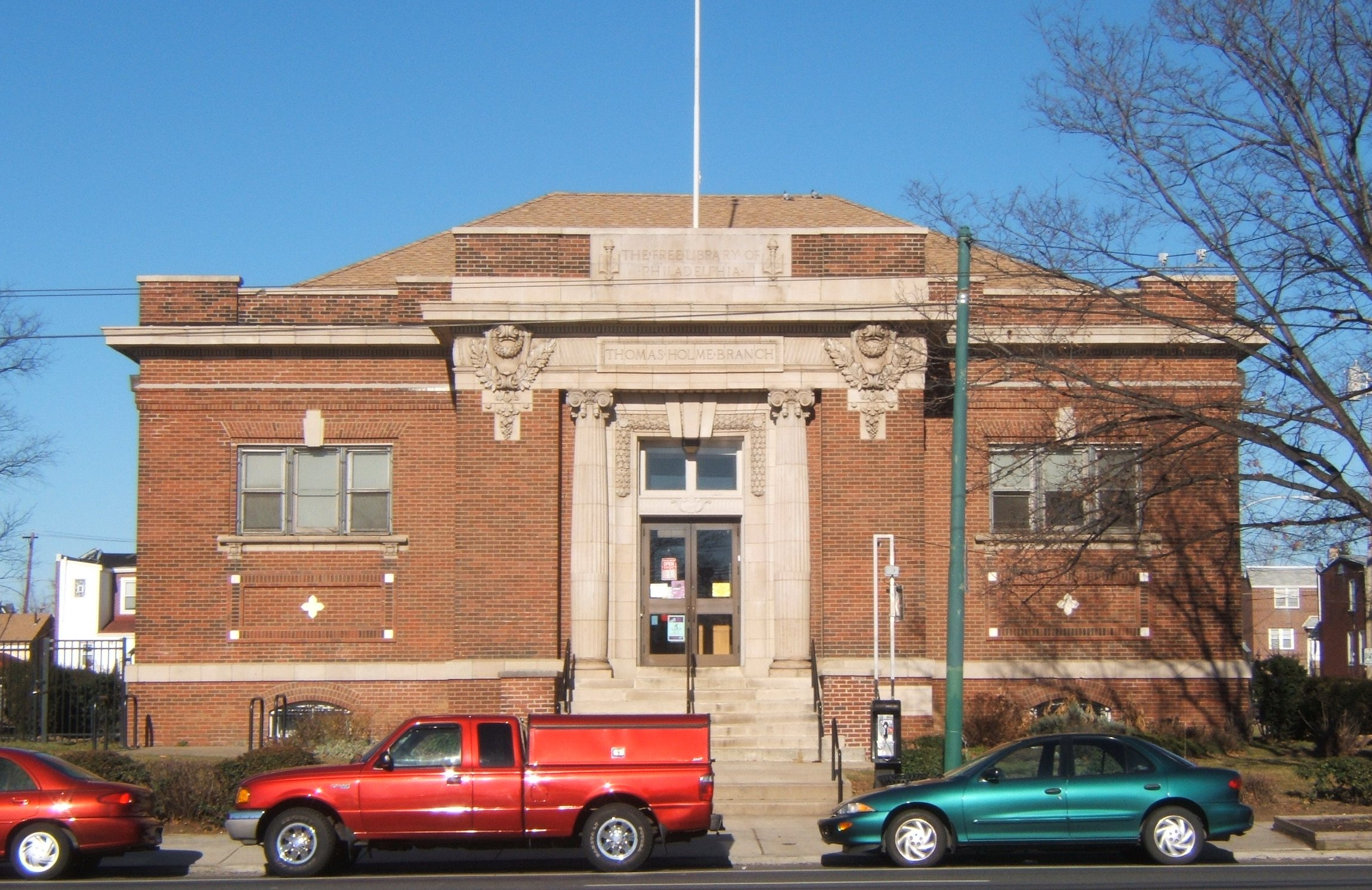
Biblioteca di Holmesburg

| N.   | Nome                                                   | Indirizzo                   | Quartiere/i servito/i                                                                                            | N. HABS   |
| ---- | ------------------------------------------------------ | --------------------------- | --- | --------- |
| [01] | Andorra                                                | 705 East Cathedral Road     | Andorra e Alto Roxborough                                                                                        |           |
| [02] | Blanche A. Nixon                                       | 5800 Cobbs Creek Parkway    | Cobbs Creek | PA-6751   |
| [03] | Bushrod                                                | 6304 Castor Avenue          | Oxford Circle, Castor Gardens, Upper Northwood, Summerdale e il Lower Northeast.                                 |           |
| [04] | Bustleton                                              | 10199 Bustleton Avenue      | Bustleton e Somerton                                                                                             |           |
| [05] | Cecil B. Moore                                         | 2320 Cecil B. Moore Avenue  | North Central, Strawberry Mansion, Brewerytown, Sharswood e i Johnson Homes                                      |           |
| [06] | Charles L. Durham                                      | 3320 Haverford Avenue       | Mantua e Powelton                                                                                                |           |
| [07] | Charles Santore                                        | 932 South 7a Strada         | Bella Vista, Queen Village e Hawthorne                                                                           |           |
| [08] | Chestnut Hill                                          | 8711 Germantown Avenue      | Chestnut Hill | PA-6750   |
| [09] | David Cohen Ogontz                                     | 6017 Ogontz Avenue          | Ogontz e Belfield                                                                                                |           |
| [10] | Eastwick                                               | 2851 Island Avenue          | Eastwick elmwood, Clearview e Penrose Park                                                                       |           |
| [11] | Falls of Schuylkill                                    | 3501 Midvale Avenue         | East Falls | PA-6764   |
| [12] | Fishtown Community                                     | 1217 East Montgomery Avenue | Fishtown e New Kensington                                                                                        |           |
| [13] | Fox Chase                                              | 501 Rhawn Street            | Fox Chase e Burholme                                                                                             |           |
| [14] | Frankford                                              | 4634 Frankford Avenue       | Frankford, Northwood, Bridesburg e parte del Parco Juniata                                                       |           |
| [15] | Fumo Family                                            | 2437 South Broad Street     | Melrose |           |
| [16] | Greater Olney                                          | 5501 North 5a Strada        | Olney |           |
| [17] | Haddington                                             | 446 North 65a Strada        | Haddington-Carroll Park e Overbrook-Morris Park                                                                  | PA-6753   |
| [18] | Haverford                                              | 5543 Haverford Avenue       | Haddington-Carroll Park                                                                                          |           |
| [19] | Holmesburg                                             | 7810 Frankford Avenue       | Holmesburg e Mayfair                                                                                             | PA-6754   |
| [20] | Independence                                           | 18 South 7a Strada          | Society Hill, Old City, Queen Village, Washington Square West e Chinatown                                        |           |
| [21] | Joseph E. Coleman Northwest Regional Library           | 68 West Chelten Avenue      | Germantown |           |
| [22] | Katharine Drexel                                       | 11099 Knights Road          | Normandy, North e West Torresdale, Morrell Park, Millbrook, Parkwood, Crestmont Farms, Brookhaven e Walton Park. |           |
| [23] | Kensington                                             | 104 West Dauphin Street     | Kensington, West Kensington e Norris Square                                                                      |           |
| [24] | Kingsessing                                            | 1201 South 51st Street      | Kingsessing | PA-6755   |
| [25] | Lawncrest                                              | 6098 Rising Sun Avenue      | Lawndale, Crescentville, Lawncrest e Cedar Grove                                                                 |           |
| [26] | Library of Accessible Media for Pennsylvanians (LAMP)  | 919 Walnut Street           | La Biblioteca dei Media Accessibili per i cittadini della Pennsylvania serve l'intero Stato della Pennsylvania.  |           |
| [27] | Lillian Marrero                                        | 601 West Lehigh Avenue      | Central North, Fairhill, St. Edwards, Hartranft e West Kensington                                                | PA-6756   |
| [28] | Logan                                                  | 1333 Wagner Avenue          | Logan | PA-6757   |
| [29] | Lovett                                                 | 6945 Germantown Avenue      | East e West Mt. Airy                                                                                             |           |
| [30] | Lucien E. Blackwell West Philadelphia Regional Library | 125 South 52nd Street       | Cedar Park, Walnut Hill, West Market, Mill Creek, Dunlap e West Park                                             |           |
| [31] | McPherson Square                                       | 601 East Indiana Avenue     | Kensington, McPherson Square e K & A                                                                             | PA-6759   |
| [32] | Nicetown-Tioga                                         | 3720 North Broad Street     | Nicetown e Tioga                                                                                                 |           |
| [33] | Northeast Regional Library                             | 2228 Cottman Avenue         | Greater Northeast                                                                                                |           |
| [34] | Oak Lane                                               | 6614 North 12a Strada       | Oak Lane | PA-6760   |
| [35] | Overbrook Park                                         | 7422 Haverford Avenue       | Overbrook Park                                                                                                   |           |
| [36] | Parkway Central Library                                | 1901 Vine Street            | -- | PA-6749   |
| [37] | Paschalville                                           | 6942 Woodland Avenue        | Paschalville e Elmwood                                                                                           | PA-6761   |
| [38] | Philadelphia City Institute                            | 1905 Locust Street          | Rittenhouse Square e Fitler Square                                                                               |           |
| [39] | Queen Memorial Library                                 | 1201 South 23a Strada       | Landreth |           |
| [40] | Ramonita de Rodriguez                                  | 600 West Girard Avenue      | Olde Kensington, Kensington South, Ludlow, Yorktown, East e West Poplar, Northern Liberties, Girard e Poplar     |           |
| [41] | Richmond                                               | 2987 Almond Street          | Richmond e Port Richmond                                                                                         | PA-6763   |
| [42] | The Rosenbach                                          | 2008-2010 Delancey Place    | -- |           |
| [43] | Roxborough                                             | 6245 Ridge Avenue           | Roxborough, Manayunk e Wissahickon                                                                               |           |
| [44] | South Philadelphia                                     | 1700 South Broad Street     | South Philadelphia                                                                                               | PA-6767   |
| [45] | Tacony                                                 | 6742 Torresdale Avenue      | Tacony e Wissinoming                                                                                             | PA-6692-H |
| [46] | Thomas F. Donatucci Sr.                                | 1935 Shunk Street           | Girard Estate, Packer Park, Passyunk Homes, St. Richards e West Passyunk                                         | PA-6762   |
| [47] | Torresdale                                             | 3079 Holme Avenue           | Academy Gardens, Ashton-Woodbridge, Pennypack, Pennypack Woods, Upper Holmesburg e Winchester Park               |           |
| [48] | Wadsworth                                              | 1500 Wadsworth Avenue       | Wadsworth, Cedarbrook, Ivy Hill e East Mt. Airy                                                                  |           |
| [49] | Walnut Street West                                     | 201 South 40a Strada        | University City e Spruce Hill                                                                                    | PA-6765   |
| [50] | Welsh Road                                             | 9233 Roosevelt Boulevard    | Aston Wooden Bridge e Bustleton                                                                                  |           |
| [51] | West Oak Lane                                          | 2000 Washington Lane        | West Oak Lane e parti di Cedarbrook, Ivy Hill e East Mt. Airy                                                    |           |
| [52] | Whitman                                                | 200 Snyder Avenue           | Whitman e Pennsport                                                                                              |           |
| [53] | Widener                                                | 2808 West Lehigh Avenue     | North Central, Strawberry Mansion e Allegheny West                                                               |           |
| [54] | Wynnefield                                             | 5325 Overbrook Avenue       | Wynnefield e Overbrook Farms                                                                                     |           |
| [55] | Wyoming                                                | 231 East Wyoming Avenue     | Feltonville e Juniata Park                                                                                       | PA-6766   |